# Abierto Zapopan 2022
L'Abierto Zapopan 2022, noto anche come Abierto Akron Zapopan per motivi di sponsorizzazione, è stato un torneo di tennis femminile giocato sui campi in cemento all'aperto. È stata la 3ª edizione del torneo, facente parte del WTA 250 nell'ambito del WTA Tour 2022. Il torneo si è giocato al Panamerican Tennis Center di Guadalajara in Messico dal 21 al 28 febbraio 2022.

## Partecipanti singolare

### Teste di serie
| Nazionalità | Giocatrice          | Ranking* | Testa di serie |
| ----------- | ------------------- | -------- | -------------- |
| Regno Unito | Emma Raducanu       | 12       | 1              |
| Stati Uniti | Madison Keys        | 27       | 2              |
| Spagna      | Sara Sorribes Tormo | 32       | 3              |
| Colombia    | Camila Osorio       | 47       | 4              |
| Spagna      | Nuria Párrizas Díaz | 48       | 5              |
| Stati Uniti | Sloane Stephens     | 56       | 6              |
| Giappone    | Misaki Doi          | 75       | 7              |
| Cina        | Zheng Qinwen        | 79       | 8              |

* Ranking al 14 febbraio 2022.

### Altre partecipanti
Le seguenti giocatrici hanno ricevuto una wildcard per il tabellone principale:
- Caty McNally
- Katie Volynets
- Renata Zarazúa

Le seguenti giocatrici sono entrate in tabellone tramite il ranking protetto:
- Dar'ja Saville

Le seguenti giocatrici sono entrate nel tabellone principale passando dalle qualificazioni:

- Hailey Baptiste
- Lucia Bronzetti
- Caroline Dolehide
- Brenda Fruhvirtová
- Viktória Kužmová
- Rebeka Masarova

### Ritiri
Prima del torneo
- Rebecca Peterson → sostituita da  Viktorija Tomova
- Zheng Saisai → sostituita da  Zhu Lin

## Partecipanti doppio

### Teste di serie
| Nazione     | Giocatrice         | Nazione     | Giocatrice         | Ranking* | Testa di serie |
| ----------- | ------------------ | ----------- | ------------------ | -------- | -------------- |
| Francia     | Elixane Lechemia   | Stati Uniti | Ingrid Neel        | 153      | 1              |
| Stati Uniti | Hailey Baptiste    | Stati Uniti | Caty McNally       | 156      | 2              |
| Stati Uniti | Kaitlyn Christian  | Bielorussia | Lidzija Marozava   | 189      | 3              |
| Stati Uniti | Catherine Harrison | Stati Uniti | Sabrina Santamaria | 197      | 4              |

* Ranking al 14 febbraio 2022.

### Altre partecipanti
Le seguenti coppie di giocatrici hanno ricevuto una wild card per il tabellone principale:
- Lucia Bronzetti /  Sara Errani
- Laura Pigossi /  Renata Zarazúa

La seguente coppia è entrata in tabellone con il ranking protetto:
- Han Xinyun /  Jana Sizikova

La seguente coppia è entrata in tabellone come alternate:
- Wang Xinyu /  Zhu Lin

### Ritiri
Prima del torneo
- Anastasija Potapova /  Rebecca Peterson → sostituite da  Misaki Doi /  Miyu Katō
- Hailey Baptiste /  Caty McNally → sostituite da  Wang Xinyu /  Zhu Lin

## Punti
| Evento              | V   | F   | SF  | QF | 2T | 1T   | Q    | Q2   | Q1   |
| Singolare femminile | 280 | 180 | 110 | 60 | 30 | 1    | 18   | 12   | 1    |
| Doppio femminile    | 280 | 180 | 110 | 60 | 1  | N.D. | N.D. | N.D. | N.D. |

## Campionesse

### Singolare
Sloane Stephens ha sconfitto in finale  Marie Bouzková con il punteggio d 7-5, 1-6, 6-2.
- È il primo titolo stagionale per la Stephens, il settimo della carriera.

### Doppio
Kaitlyn Christian /  Lidzija Marozava hanno sconfitto in finale  Wang Xinyu /  Zhu Lin con il punteggio d 7-5, 6-3.